# Waimanu
Il Waimanu è un genere estinto di pinguini preistorici, i cui resti fossili risalgono a poco dopo la grande estinzione del Cretaceo. Ciò ha supportato l'ipotesi che gli uccelli Sphenisciformes siano apparsi prima della sparizione dei dinosauri non aviari e non dopo come si è sempre creduto.
Anche se molto arcaico, come tutti gli sfenisciformi il Waimanu era inetto al volo, anche se le sue ali non avevano ancora l'estrema specializzazione a livello osseo che presentano le ali dei pinguini odierni; si pensa che il Waimanu somigliasse piuttosto ad un'odierna strolaga  incapace di volare.
I resti fossili di quest'uccello sono stati scoperti a Canterbury, in Nuova Zelanda, nei pressi del fiume Waipara; il nome scientifico, Waimanu, è in lingua māori e vuol dire "uccello acquatico". Se ne conoscono due specie: Waimanu manneringi, vissuto all'inizio del Paleocene, e Waimanu tuatahi, vissuto alla fine della stessa era.